# هنری، سومین ارل لنکستر
هنری، سومین ارل لنکستر (انگلیسی: Henry, 3rd Earl of Lancaster; ح. 1281 – ۲۲ سپتامبر ۱۳۴۵) نوه هنری سوم اهل پادشاهی انگلستان بود.